# Eyprepocnemis abyssinica
Eyprepocnemis abyssinica är en insektsart som beskrevs av Boris Petrovich Uvarov 1921. Eyprepocnemis abyssinica ingår i släktet Eyprepocnemis och familjen gräshoppor. Inga underarter finns listade i Catalogue of Life.